# Jeremy Sims
Jeremy Sims, pseudonimo di Jeremy William Hartley (Perth, 10 gennaio 1966), è un attore e regista australiano.

## Filmografia

### Attore

#### Cinema
- Harlequin, regia di Simon Wincer (1980)
- Placenta, regia di James Ferguson (1991) - cortometraggio
- Idiot Box, regia di David Caesar (1996)
- Ticks, regia di Rebecca Hobbs (2002) - cortometraggio
- Liquid Bridge, regia di Philip Avalon (2003)
- Ned, regia di Abe Forsythe (2003)
- In Her Skin, regia di Simone North (2009)
- The Waiting City, regia di Claire McCarthy (2009)
- Ruben Guthrie, regia di Brendan Cowell (2015)
- Tre uomini e una bara (A Few Less Men), regia di Mark Lamprell (2017)
- Swinging Safari, regia di Stephan Elliott (2017)

#### Televisione
- Chances - serie TV, episodi 1x116-1x117 (1992)
- Heartland - miniserie TV (1995)
- Polizia squadra soccorso (Police Rescue) - serie TV, episodio 4x02 (1995)
- Natural Justice - serie TV, 1 episodio (1995)
- Frontline - serie TV, episodio 3x09 (1997)
- Kangaroo Palace, regia di Robert Marchand - film TV (1997)
- The Day of the Roses - miniserie TV (1998)
- Wildside - serie TV, episodio 1x31 (1998)
- Medivac (Adrenaline Junkies) - serie TV, 4 episodi (1998)
- Aftershocks - Terremoto a New York (Aftershocks), regia di Geoff Burton - film TV (1998)
- The Day of the Roses - miniserie TV, 2 episodi (1998)
- The Chosen - film TV (1998)
- Secret Men's Business, regia di Ken Cameron - film TV (1999)
- Farscape - serie TV, 3 episodi (1999-2001)
- Stingers - serie TV, 4 episodi (1999-2002)
- The Lost World - serie TV, episodio 1x14 (2000)
- City of Dreams, regia di Belinda Mason - documentario (2000)
- Metropolitan Police (The Bill) - serie TV, episodio 17x59 (2000)
- Corridors of Power - serie TV, 6 episodi (2001)
- Young Lions - serie TV, 3 episodi (2002)
- Balmain Boys, regia di Ray Quint - film TV (2003)
- The Secret Life of Us - serie TV, 3 episodi (2003)
- Fireflies - serie TV, 22 episodi (2004)
- Le sorelle McLeod (McLeod's Daughters) - serie TV, episodio 5x11 (2005)
- Blue Water High - serie TV, episodio 3x09 (2005)
- Home and Away - serie TV, 15 episodi (2009)
- City Homicide - serie TV, episodio 4x17 (2010)
- Wild Boys - serie TV, 10 episodi (2011)
- Dangerous Remedy, regia di Ken Cameron - film TV (2012)
- Doctor Doctor - serie TV, episodio 1x04 (2016)

### Regista

#### Cinema
- Last Train to Freo (2006)
- Le colline della morte (Beneath Hill 60) (2010)
- Last Cab to Darwin (2015)
- Wayne - documentario (2018)

#### Televisione
- Rescue Special Ops - serie TV, episodi 3x07-3x08 (2011)
- Doctor Doctor - serie TV, 4 episodi (2016)
- A Place to Call Home - serie TV, 6 episodi (2017-2018)

### Altro
- Last Train to Freo, regia di Jeremy Sims (2006) - produttore esecutivo
- Last Cab to Darwin, regia di Jeremy Sims (2015) - produttore/sceneggiatore
- Wayne, regia di Jeremy Sims - documentario (2018) - sceneggiatore